# Blasenmoose
Die Blasenmoose (Diphyscium) sind eine Gattung von Laubmoosen, die allein in der Unterklasse Diphysciidae steht.

## Name
Der Name Diphyscium wird abgeleitet von dis = zwei oder dia = wegen, infolge, durch und physkion = Bäuchlein, kleine Blase und bezieht sich auf die Gestalt der Sporenkapsel.

## Merkmale
Es handelt sich um mehrjährige, dichte Rasen bildende Erdmoose. Die Pflanzen sind etwa 0,5 bis 1, maximal 3 Zentimeter groß, die Stämmchen sind kurz und einfach oder gegabelt. Die Stämmchenblätter sind zungenförmig und die Blattrippe endet kurz vor oder in der Blattspitze. Der obere Blattbereich ist gewöhnlich zweizellschichtig, die Zellen sind rundlich quadratisch. Von den Stämmchenblättern deutlich verschieden sind die Perichätialblätter, diese sind vergrößert, lanzettlich bis linealisch und die Rippe tritt als lange Borste aus. Die in die Perichätialblätter eingesenkte, fast sitzende Sporenkapsel ist schief eiförmig.

## Systematik und Arten
Diphyscium war bis in jüngere Vergangenheit Teil der Familie Buxbaumiaceae. Aufgrund von Ergebnissen aus Molekulardaten, die eine enge Beziehung widerlegen, wird sie neuerdings als einzige Gattung in die neu geschaffene Unterklasse Diphysciidae Ochyra gestellt.
Zur Gattung werden weltweit 16 Arten gezählt. Die einzige in Europa vorkommende Art ist Diphyscium foliosum, deutsch Beblättertes Blasenmoos oder Blasebalgmoos.